# الین (آریزونا)
الین، آریزونا (به انگلیسی: Allen, Arizona) یک شهر متروکه در ایالات متحده آمریکا است که در آریزونا واقع شده‌است.

## خصوصیات
الین ۰ نفر جمعیت دارد و ۵۴۴ متر بالاتر از سطح دریا واقع شده‌است.